# Xing Zihao
Xing Zihao (China, 6 de noviembre de 2004) es un jugador de snooker chino.

## Biografía
Nació en China en 2004. Es jugador profesional de snooker desde 2023. No se ha proclamado campeón de ningún torneo de ranking, y su mayor logro hasta la fecha fue alcanzar los dieciseisavos de final del Abierto de Wuhan de 2023, en los que cayó derrotado (1-5) ante Stephen Maguire. Tampoco ha logrado hilar ninguna tacada máxima.